# Zeljko Kalac
Zeljko Kalac (chorwacka wymowa: [ˈʒɛʎkɔ ˈkalat͡s]; ur. 16 grudnia 1972 w Sydney) – piłkarz australijski pochodzenia chorwackiego, grający na pozycji bramkarza. Kalac nosi przydomek „Pająk” (po ang. „Spider”), gdyż mierzy 202 cm wzrostu.

## Kariera klubowa
Kalac zaczynał karierę w klubie z rodzinnego miasta – był to Sydney United. Grał tam do lata 1995. Wtedy to trafił do angielskiej drużyny, Leicester City. Przez cały sezon zagrał tam tylko 1 mecz. W 1996 w barażu o Premiership Kalac wszedł na boisko w dogrywce na minutę przed końcem. Menedżer Leicester Martin O’Neill wprowadził Kalaca po to, żeby obronił rzuty karne. Jednak 20 sekund po wejściu na boisku Steve Claridge zdobył zwycięską bramkę dla Lisów i Leicester awansował do Premiership. Kalac jednak powrócił do ojczyzny, do macierzystego klubu. W 1998 roku Kalac ponownie trafił do Europy, do Rody Kerkrade, a w 2002 roku był już zawodnikiem włoskiej Perugii. Jednak w 2005 roku klub ten został zdegradowany do Serie C1 z powodu kłopotów finansowych. Kalac na zasadzie wolnego transferu trafił do A.C. Milan, gdzie był rezerwowym dla Didy. Przez pewien czas był jednak pierwszym bramkarzem, gdy Dida odniósł kontuzję kostki. Kalac zadebiutował w barwach Milanu w Serie A a wkrótce w Lidze Mistrzów w meczu z Bayernem Monachium. Na początku sierpnia 2009 roku, w związku ze słabymi występami w meczach sparingowych i przybyciem do klubu Flavio Romy, zarząd Milanu postanowił rozwiązać kontrakt z Kalacem. Następnie Australijczyk został graczem greckiego AO Kawala. W 2010 roku zakończył tam karierę. W 2013 roku wznowił ją na jeden mecz, by zagrać w barwach Tilford Zebras.
| Sezon   | Klub             | Kraj      | Rozgrywki                      | Mecze | Bramki |
| ------- | ---------------- | --------- | ------------------------------ | ----- | ------ |
| 1994/95 | Sydney United    | Australia | National Soccer League         | 24    | 0      |
| 1995/96 | Leicester City   | Anglia    | First Division                 | 0     | 0      |
| 1996/97 | Sydney United    | Australia | National Soccer League         | 26    | 0      |
| 1997/98 | Sydney United    | Australia | National Soccer League         | 30    | 0      |
| 1998/99 | Roda JC Kerkrade | Holandia  | Eredivisie                     | 33    | 0      |
| 1998/99 | Roda JC Kerkrade | Holandia  | Eredivisie                     | 30    | 0      |
| 1999/00 | Roda JC Kerkrade | Holandia  | Eredivisie                     | 20    | 0      |
| 2000/01 | Roda JC Kerkrade | Holandia  | Eredivisie                     | 32    | 0      |
| 2001/02 | Roda JC Kerkrade | Holandia  | Eredivisie                     | 32    | 0      |
| 2002/03 | AC Perugia       | Włochy    | Serie A                        | 22    | 0      |
| 2003/04 | AC Perugia       | Włochy    | Serie A                        | 29    | 0      |
| 2004/05 | AC Perugia       | Włochy    | Serie B                        | 28    | 0      |
| 2005/06 | A.C. Milan       | Włochy    | Serie A                        | 2     | 0      |
| 2006/07 | A.C. Milan       | Włochy    | Serie A                        | 10    | 0      |
| 2007/08 | A.C. Milan       | Włochy    | Serie A                        | 25    | 0      |
| 2008/09 | A.C. Milan       | Włochy    | Serie A                        | 1     | 0      |
| 2009/10 | AO Kawala        | Grecja    | Super League                   | 9     | 0      |
|         |                  |           | Łącznie w lidze australijskiej | 80    | 0      |
|         |                  |           | Łącznie w Eredivisie           | 115   | 0      |
|         |                  |           | Łącznie w Serie A              | 79    | 0      |

## Kariera reprezentacyjna
W reprezentacji Australii Kalac zadebiutował 11 sierpnia 1992 roku w zremisowanym 1:1 meczu z reprezentacją Chorwacji. Przez lata był tylko rezerwowym w kadrze reprezentacji Australii, gdyż pierwszym bramkarzem był Mark Bosnich. Obecnie rywalizuje z Markiem Schwarzerem. Został powołany przez Guusa Hiddinka na mistrzostwa świata w Niemczech. Tam zagrał w jednym meczu zremisowanym 2:2 z reprezentacją Chorwacji. Pomimo dużego błędu, który popełnił przy golu Niko Kovača, Australia awansowała do 1/8 finału MŚ.